# Sjön suger (TV-serie)
Sjön suger är ett svenskt matlagningsprogram från 2008 med Lennart Jähkel och Johan Ulveson. 
De åker runt i Stockholms skärgård i en båt och lagar mat till inbjudna gäster. 
Gäster: Kristina Lugn, Carin Götblad, Sissela Kyle, Felix Herngren, Måns Herngren, Sussie Eriksson, 
Charlotte Strandberg, Henrik Schyffert, Johanna Westman, Kajsa Ingemarsson, Åsa Larsson, 
Martina Haag, Vanna Rosenberg, Jens Linder, Gert Fylking, Robert Aschberg , Pia Johansson, Johan Glans och Petra Mede.
Programmet sänds på Kanal 9.

### Fotnoter
1. ↑  ”Sjön suger”. Svensk mediedatabas. http://smdb.kb.se/catalog/search?q=%22Sj%C3%B6n+suger%22+typ%3Atv&sort=OLDEST. Läst 16 december 2013.